# Willy Leiser
Willy Leiser (Bienne, 8 novembre 1918 – Sala Capriasca, 10 maggio 1959) è stato uno scultore, pittore e illustratore svizzero.

## Biografia
Willy Leiser è nato e cresciuto a Bienne. Nel 1934 iniziò un apprendistato come scultore in legno e dal 1937 al 1942 frequentò la scuola professionale per arti applicate al Techinikum di Bienne.
Trasferitosi in Ticino, nel 1943 sposò Teresa Giupponi, la coppia visse dapprima a Treggia, successivamente a Cagiallo e infine a Sala Capriasca, suo luogo di morte prematura.